# Institut supérieur européen de formation par l'action
L'Institut supérieur européen de formation par l'action (ISEFAC) fu fondata a Parigi nel 2000 ed è una business school francese. Il management è il perno centrale.